# هيرينسيا (سيوداد ريال)

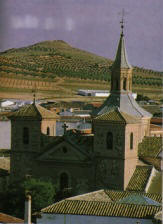
هيرينسيا

بلدية هيرينسيا (بالإسبانية: Herencia)‏، هي إحدى بلديات مقاطعة سيوداد ريال إحدى مقاطعات إسبانيا، والتي تقع في منطقة قشتالة لا منتشا وسط إسبانيا.
يبلغ عدد سكانها 8.580 نسمة وفقاً لإحصائية سنة (2007).

## توأمة
لهيرينسيا (سيوداد ريال) اتفاقيات توأمة مع:
- A Coruña  [لغات أخرى]‏

## أعلام
- خوسيه مولينا